# Pedro Neto
Pedro Lomba Neto (* 9. März 2000 in Viana do Castelo) ist ein portugiesischer Fußballspieler, der beim FC Chelsea unter Vertrag steht.

## Karriere

### Vereinskarriere
Neto trat im Alter von 13 Jahren in die Jugendmannschaft des SC Braga ein. Am 7. Mai 2017 debütierte er noch als Jugendlicher für die Reservemannschaft und trat in der zweiten Halbzeit bei einer 2:3-Heimniederlage gegen den FC Porto B in der Segunda Liga als Einwechselspieler an. Am darauf folgenden Wochenende erzielte er bei seinem ersten Auftritt in der Primeira Liga mit der ersten Mannschaft bereits nach wenigen Minuten auf dem Spielfeld einen Treffer und verhalf den Gastgebern zu einem Sieg gegen Nacional Funchal und wurde damit zum jüngsten Torschützen des Vereins in diesem Wettbewerb. Am 31. August 2017 wurden sowohl Neto als auch sein Teamkollege Bruno Jordão an Lazio Rom nach Italien verliehen. Für den Klub absolvierte er vier Spiele in der Serie A und 12 Spiele für die Jugendmannschaft in der Campionato Primavera.
Am 2. August 2019 unterschrieb Neto bei den Wolverhampton Wanderers einen Vertrag bis 2024. Zwölf Tage später gab er sein Debüt im Rückspiel der dritten Qualifikationsrunde der UEFA Europa League gegen den FC Pjunik Jerewan aus Armenien und erzielte einen Treffer. Sein erster Auftritt in der Premier League fand einige Tage später im selben Monat statt, als er für seinen Landsmann Diogo Jota spät in einem 1:1-Unentschieden im Heimspiel gegen Manchester United eingewechselt wurde.
Im August 2024 wechselte er zum FC Chelsea.

### Nationalmannschaft
Neto durchlief die portugiesischen Jugendnationalmannschaften. Am 5. September 2019 absolvierte Neto im Alter von 19 Jahren sein erstes Länderspiel für Portugals U-21-Auswahl. Am 11. November 2020 debütierte er unter Nationaltrainer Fernando Santos im Rahmen eines Freundschaftsspiels gegen Andorra in der A-Nationalmannschaft und erzielte sein erstes Länderspieltor.

## Persönliches
Sein Onkel Sérgio Lomba war ebenfalls Fußballspieler und spielte für die Nationalmannschaft von Mosambik.

## Titel
Verein
- FIFA-Klub-Weltmeister: 2025
- Conference-League-Sieger: 2025 (FC Chelsea)

Nationalmannschaft
- UEFA-Nations-League-Sieger: 2025